# Élections aux Tuvalu
Les Tuvalu sont une monarchie parlementaire et constitutionnelle, fondée sur le système de Westminster (modèle britannique), où les seules élections sur le plan national sont législatives.
Le Parlement est élu au suffrage universel direct tous les quatre ans, sauf cas de dissolution anticipée. Le pays comporte huit circonscriptions électorales, correspondant aux neuf îles et atolls du pays. Les atolls ou îles de Funafuti, Nanumaga, Nanumea, Nui, Nukufetau et Vaitupu élisent chacun deux députés. Niutao et la petite île de Niulakita (qui compte environ 35 habitants) sont associés en une même circonscription, qui élit également deux députés. Nukulaelae, le moins peuplé des atolls, élit un seul député. Le Parlement est ainsi composé de quinze députés,.
Le vote se fait par circonscriptions, au scrutin uninominal majoritaire à un tour. Chaque électeur vote pour un seul candidat ; les deux candidats arrivés en tête dans la circonscription sont élus, sauf à Nukulaelae où seul le mieux placé est élu.
Il n'existe pas de partis politiques aux Tuvalu. Les candidats sont donc tous sans étiquette, faisant campagne auprès des citoyens de leur circonscription, et devant représenter leurs intérêts. Une « participation active aux activités de l'île » est une condition nécessaire pour pouvoir se porter candidat. Les Tuvalu constituent ainsi une forme de démocratie non partisane. Néanmoins, en accord avec le modèle britannique, les députés se constituent en une majorité gouvernementale et en une Opposition officielle. La position de chef de l'opposition n'est pas instituée par la Constitution, mais est reconnue au sein du Parlement, ainsi que par le public,. L'actuel premier ministre est Willy Telavi, et l'actuel chef de l'opposition est Enele Sopoaga.
Les élections les plus récentes ont eu lieu le 9 septembre 2019, précédées des Élections législatives tuvaluanes de 2010 du 16 septembre 2010.